# Garrett A. Morgan
Pour les articles homonymes, voir Morgan.
Garrett Augustus Morgan né le 4 mars 1877 et mort le 27 août 1963 à Cleveland, est le créateur d'un prototype de masque a gaz, breveté en 1914, nommé Safety Hood and Smoke Protector.

## Biographie
Garrett A. Morgan naît le 4 mars 1877 à Paris, Kentucky, dans une famille d'anciens esclaves. Il est le septième d'une famille de 11 enfants. Son éducation scolaire s'achève à l'âge de 14 ans ; moment où il quitte la maison et se déplace un peu. Il finit par se retrouver à Cleveland.

En 1901, Garrett A. Morgan ouvre une boutique de vente et de réparation de machines à coudre où il crée sa première invention : un fermoir à sangle pour machines à coudre, qu'il vend pour 150 Dollars.
En 1909, dans son atelier de confection de vêtements, Garrett A. Morgan réalise une crème de raffinage pour cheveux, et il crée ensuite en 1913 sa société, la G. A. Morgan Hair Refining Company.

### Safety Hood and Smoke Protector
En 1912, il crée le Safety Hood and Smoke Protector et dépose un brevet en 1914. Son système, simple, comportait un morceau de coton avec deux tuyaux qui pendaient et récoltaient l'air près du sol. Des éponges mouillées étaient insérées près de la sortie des tuyaux pour améliorer la qualité de l'air.  
En 1914, Garret A. Morgan remporte la médaille d'or du First Grand Prize à la International Exposition of Safety and Sanitation (Exposition Internationale de la Sécurité et de la Santé publique) pour son masque à gaz.
1916 donne, à Garrett A. Morgan, l'occasion de faire la démonstration de son masque à gaz. Il porte secours à de nombreux hommes bloqués sous le lac Érié, lors d'une explosion dans un tunnel à Cleveland. 
La ville de Cleveland, Ohio, lui décerne une médaille d'or pour ses efforts héroïques. 
Le masque de Garrett A. Morgan servira également, lors de la Première Guerre mondiale, à protéger les soldats des vapeurs de gaz chloré[réf. nécessaire].

### Signal d'arrêt automatique
En 1923, Morgan invente un modèle de feux de signalisation. Il en vend les droits à la General Electric pour 40 000 Dollars.